# Hajime Hana

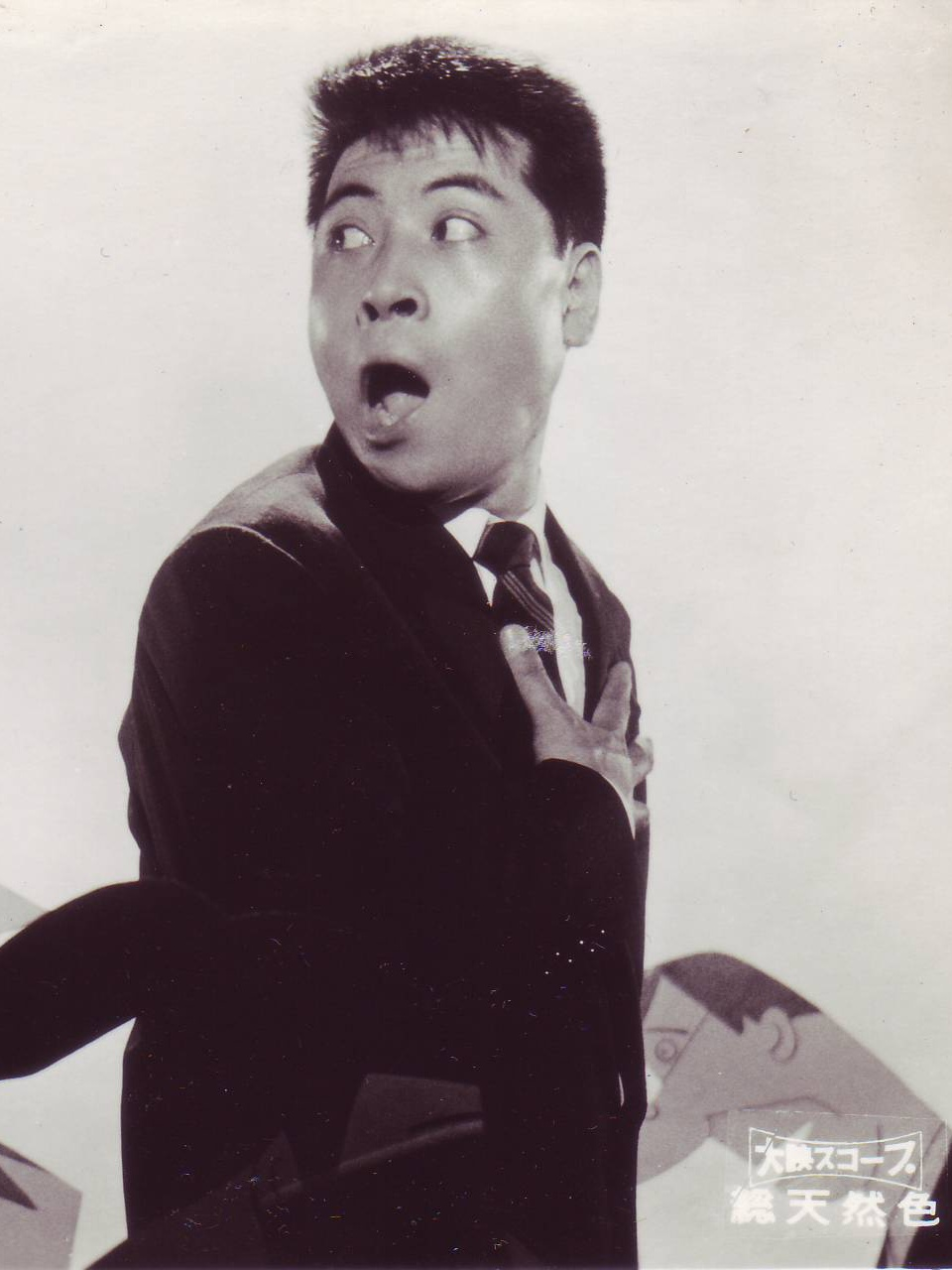

Hajime Hana (ハナ肇 Hana Hajime?) (9 de febrero de 1930 - 10 de septiembre de 1993) fue un actor japonés. Nació en Tokio, y fue el líder de la banda de jazz cómico The Crazy Cats, que incluyó a talentos como Hitoshi Ueki y Kei Tani, y que protagonizó una serie de comedias de cine (como serie "Irresponsible" (Musekinin) en Toho) y en programas variedad de televisión como "Shabondama Holiday." Ganó el premio al mejor actor en el 31.ª edición de Premios Blue Ribbon para Kaisha monogatari: Memories of You.

## Filmografía
- Alone on the Pacific (1963)
- Graveyard of Honor (1975)
- Hokuriku Proxy War (1977)
- Kaisha monogatari: Memories of You (1988)